# Andorra durant la Guerra Civil espanyola
Durant la República Espanyola com després a la Guerra Civil, Andorra es trobà en situació delicada per les ambicions pancastellanistes. El país havia de ser per a Madrid part integrant del territori espanyol i no acceptava gens ni mica el règim de coprincipat. Castella volia aleshores fer-se amb Andorra com sempre havia desitjat la monarquia espanyola. Això vol dir que les ambicions imperials no es deixaren de banda malgrat la proclamació de la República.
Aquesta actitud tornà a topar amb els interessos francesos sobre Andorra. França considerà Andorra territori francès malgrat que hi concedia un règim especial d'autonomia que li permetia tenir nacionalitat pròpia. Nacionalitat que es trobava regulada per la Llei colonial de ciutadania. Això evidencia que la defensa que l'Estat francès pogué proporcionar a Andorra fou en realitat oferta per intencions igual de pannacionals que les de Castella.
Durant la República, hi hagué simpaties evidents a Andorra envers el catalanisme malgrat que aquestes només es feren visibles entre els immigrants andorrans de Barcelona. Es pot parlar d'evidents perquè el mateix Consell General felicità a Macià per la seua proclamació de la República Catalana dins de la federació ibèrica.
Les ambicions pancatalanistes feien que els enemics panacionals de sèrie, França i Castella, s'unissen temporàriament per a imposar el control a Andorra. Així, tot això explica que durant la guerra, França intervingué enviant gendarmes a Andorra a petició oficial del Consell General. França no volgué intervenir a Espanya perquè preferia una dictadura a la península ibèrica que donar dret a autodeterminació als pobles català i basc. No obstant, en considerar Andorra afer francès directe, sí que volgué intervenir sobre Andorra, d'igualment manera que ho fe després de la Gran Guerra amb Luxemburg, igualment considerat territori francès per a França.
El cop d'Estat feixista a Espanya volia imposar una dictadura per:
- desfer-se de la nació catalana exterminant-la
- desfer-se de la nació basca exterminant-la
- desfer-se de les idees il·lustrades sobre Drets Humans i abolició del feudalisme

Per tot això s'entén que després de la guerra tornà el pancastellanisme. Oimés, fins i tot durant la guerra, aquest seguix vigent. Això explica que Castella volgués annexionar-se Andorra i que el bàndol feixista espanyol pressionà perquè Andorra col·laborés amb els grisos a canvi d'avituallament. Molts càrrecs andorrans que s'assenten en eixa època són precisament del bàndol gris i ajuden mitjançant els bancs del país a aportar fons monetaris al franquisme.
Això i tot, durant la guerra Andorra acull refugiats de les dues bandes. És la mostra d'una Andorra dividida entre feixistes i republicans popularment perquè institucionalment els papers d'època fan pensar que els polítics andorrans semblen estar del costat feixista. Ja cap a finals de la guerra els franquistes andorrans no s'amagaven i criden ¡Viva España! i ¡Viva Franco! Deuen ser majoritaris i el suport al règim franquista anirà donant-se segons el seu estat de salut. Inicialment el suport és ampli, tot just al seu final, ja no recull les mateixes simpaties.
Segurament per les simpaties al pancastellanisme de caràcter feixista que Andorra abolix el sufragi masculí.

## Historiografia
Les recerques fetes en el camp de la història d'Andorra durant la Guerra Civil a Espanya són més aviat escasses. Els pocs treballs de què es disposa donen, no debates, una mirada ben completa malgrat que de forma general encara hi documentació no explotada. En haver-hi només una recerca aprofundida els historiadors d'aquesta època no tenen altres punts de vista possibles.
Al recerca major que s'ha fet en aquest àmbit fou publicada per la periodista Amparo Soriano:
- Amparo Soriano, Andorra durant la Guerra Civil Espanyola, Andorra la Vella, Consell General, 2006

A banda de la recerca històrica i periodística de l'Amparo, existeixen altres recerques fetes al voltant dels Pirineus o als Pirineus sense focalitzar-se sobre Andorra. Són recerques que no aporten una informació necessàriament voluminosa pel que fa Andorra. Tot i això, encara es pot explorar la biografia elaborada per Francesc Badia sobre el copríncep episcopal Justí Guitart.
- El copríncep Mons. Justí Guitart i el seu temps (1920-1945), Barcelona, Publicacions de l'Abadia de Montserrat, 2008.

Recentment, l'historiador Gerhard Lang-Vlachs ha dedicat tot un volem a tractar tot allò relacionat amb la Segona República Espanyola i l'entre-guerres. Volem que cal acompanyar amb la recerca feta per l'historiador Arnau Vilalta sobre el mateix període:
- La cruïlla andorrana de 1933, la revolució de la modernitat, Valls, Cossetània - Fundació Julià Reig, 2009.
- Andorra entre las guerras, Espanya, Círculo Rojo, 2018

## Durant la República espanyola

Segons la premsa andorrana durant la 2a República Espanyola molts simpatitzants andorrans amb el règim republicà van utilitzar els colors de la banera andorrana en horitzontal. La bandera republicana espanyola és horitzontal.

Durant la Segona República espanyola, l'estat espanyol qüestiona el paper de copríncep del bisbe de la Seu d'Urgell, Justí Guitrat. Es va repetir la mateixa situació que durant la Revolució Francesa. Espanya no concebia que un ciutadà seu tingués la sobirania d'un altre estat. Així la premsa espanyola i catalana, aquesta segona amb més vehemència, van començar a criticar la figura del copríncep exclamant-se que no era possible que el poble andorrà no tingués la sobirania i que hagués d'estar-se subjecte a dos prínceps feudals.
Des de Catalunya l'ambient catalanista influencià enormement els andorrans immigrats. Per això eren favorables a un canvi polític a Andorra, tot donant suport a la secessió catalana. La república espanyola, per la seua banda, criticà Andorra perquè darrere hi havia intencions annexionistes. La figura del copríncep episcopal sembla que feia nosa però s'utilitzava com a simple titella a les ordres de Madrid, tot aprofitant el seu estatut de ciutadà espanyol.
En aquest període Madrid envia un inspector a Andorra per informar-ne sobre qualsevol detalla que s'esdevinga a Andorra. Tarongí fou així doncs promogut a delegat de la República Espanyola a Andorra.

## Durant la Guerra Civil

### La postura del copríncep episcopal
El final dels anys trenta estan marcats per les conseqüències que va tenir la Guerra Civil espanyola a Andorra. Per entendre la posició del bisbe Justí Guitart durant el conflicte convé esmentar el panorama anterior.
Durant la Segona República, el govern central espanyol va negar el dret al bisbe de ser copríncep d'Andorra. L'anticlericalisme de la Segona República va ser molt ofensiu cap a l'Església catòlica i, per tant, contra la figura del bisbe. El bisbe va passar-se al bàndol gris.
Quan va esclatar la guerra al mes de juliol del 1936 va exiliar-se a Sant Remo. Es trobava a la Vall d'Aran quan va assabentar-se del cop militar. Si finalment va aconseguir fugir no va ser sense patir abans d'això per la seva vida. La nit de la fugida un grup d'anarquistes van anar a despertar-lo col·locant-se sota la finestra on sojornava per cantar-li la Internacional amb els punys alçats.
Abans de marxar va deixar la delegació episcopal a mans de Miquel Mateu. Un cop a Sant Remo el bàndol gris el va seduir perquè signés la carta col·lectiva dels bisbes del 1937. Es tractava d'un manifest en el qual l'Església catòlica donava suport al feixisme.

### Els refugiats i el control fronterer
La Seu d'Urgell va transformar-se en un feu d'esquerra. L'ambient es va radicalitzar i molts urgellencs van voler marxar cap a Andorra temporalment pensant que el cop d'estat fallaria com aquell que va protagonitzar Sanjurjo. Però no va ser així. En un primer moment el país va acollir refugiats grisos. Són els corresponents al principi del conflicte. Veient que els republicans prenien posicions, van marxar cap a Andorra. Durant la guerra també van fugir milers de catalans; sobretot molta gent d'ordre, catòlica i en edat de quintes. La segona onada va ser de gent anarquista, republicana i socialista. Són els corresponents al final del conflicte. Veient que guanyarien els grisos, van marxar també cap Andorra. Així el país va acollir tothom. A la frontera catalano-andorrana s'hi va instal·lar la FAI i van començar a controlar el contraban. Però a mesura que avançava la guerra, el contraban va substituir persones (els passadors). Llavors el control es va intensificar. Puigcerdà també va ser el segon punt frontaler amb més fugides.

### Els obrers de FHASA i els andorrans davant la guerra
Els obrers de FHASA estaven afiliats a la CNT i a la FAI. Feien proselitisme per Andorra i convidaven els seus amics anarquistes a sojornar al país. Un cop a Andorra aprofitaven l'ocasió per registrar el nom dels grisos que s'havien refugiat per després denunciar-los. El seu director, en canvi, Miquel Mateu era feixista declarat i va ajudar com va poder els grisos. En un comportament purament defensiu, a Sant Julià de Lòria la població es va convertir al bàndol feixista. En canvi, Andorra la Vella i Escaldes-Engordany eren el lloc de refugi dels anarquistes. Tres bars de l'època destaquen especialment: l'Hotel Mirador i el Casino d'Escaldes (republicans) i el Bar de Burgos (feixistes). Les parròquies baixes normalment eren més afins a les tendències que circulaven a Castella o Catalunya mentre que les altes seguien el tarannà francès. El degoteig constant de contingent humà va impossibilitar un posicionament neutral i el poble es va decantar per un bàndol o l'altre. A Sant Julià es va bloquejar la frontera durant la guerra per impedir que els anarquistes entressin al país. El control de la frontera va ser tan rigorós que encara que es tingués un passi o un passaport en regla, això no garantia la fugida o entrada cap Andorra. El jovent era més aviat afí a la causa republicana i volia proclamar la República Independent d'Andorra. Els padrins, en canvi, eren adeptes del feixisme i esperaven que aquest establís «ordre» a Andorra. Però va haver-hi andorrans que van ajudar els refugiats dels dos bàndols donant-los aliment i dormida.

#### La intervenció de la gendarmeria
Els obrers de FHASA eren els que més inestabilitat propiciaven segons les autoritats andorranes. Les entrades i sortides d'anarquistes no eren ben vistes. Plantejaven un cop d'Estat a Andorra per proclamar la República. Havien estat aplegant armes de tota mena. L'objectiu era aprofitar que durant l'hivern el port del costat francès es bloqueja per perpetrar el cop. Però l'intent va fallar després que el Consell General aprovés amb majoria la intervenció francesa. El copríncep francès –el frontpopulista Albert Lebrun– si bé no va intervenir a Espanya, a Andorra sí. Els comuns van convocar reunions parroquials què s'havia de fer i sortí inapel·lablement un no a la intervenció. El poble mateix va decidir muntar una tropa d'homes ajudant-se dels comuns per impedir que els gendarmes passessin més enllà de la frontera del Pas de la Casa. Malgrat això el general René Baulard va sojornar igualment el país i, segons la documentació de l'època, si amb la intervenció del 1933 la població no l'acabava d'estimar amb aquesta l'acabarà odiant. Republicans i grisos es malfiaven dels gendarmes. Per als republicans era inconcebible suportar la presència de traïdors. Per als grisos era inconcebible suportar la presència de republicans.

#### Andorra, escenari de sang
A Andorra s'elaboraven llistes d'enemics anarquistes o grisos. Els dos bàndols arreglaven ben sovint les seves diferències a tirotejos a la muntanya. L'anonimat que proporciona les muntanyes va facilitar aquest tipus d'escenaris. Fins que el refugiat no entrava realment dins d'Andorra la seva vida seguia en perill. Tot i així, després encara havia de demanar permís a la gendarmeria per poder quedar-se. Dins del país republicans i grisos es feien la guerra a petita escala amb verdaderes armes. A FHASA es va haver de muntar un hospital improvisat per tal de gestionar l'arribada de tots aquells refugiats que havien patit tirotejos en la seva entrada a Andorra. Els espanyols, bascs, catalans o gallecs que van passar per la frontera durant la Segona Guerra Mundial eren enviats per França als camps de treball o concentració francesos.

### La postura de Castella

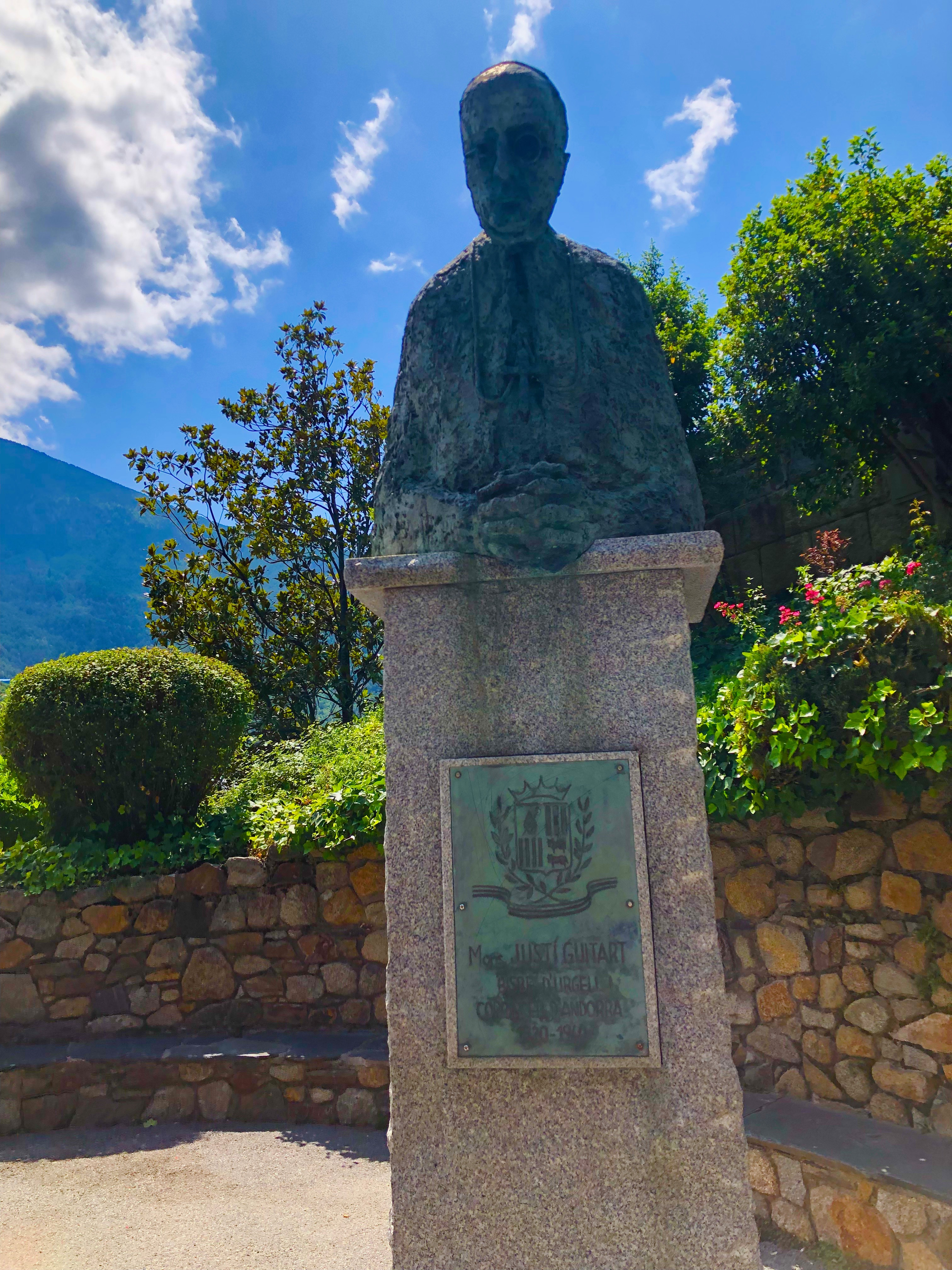
Estàtua en memòria d'en Justí Guitart, Andorra la Vella

L'Espanya republicana també va mantenir a Andorra una seu espia. Els servei d'espionatge acusaven França de tractar Andorra com un departament més. Amb aquest pretext el govern espanyol va mirar de transferir el càrrec de copríncep episcopal al president espanyol. Espanya seguia considerant Andorra com a territori seu. El feixisme, per la seva banda, amenaçava el país d'invasió si no col·laborava. Repetint el mateix escenari, el govern republicà va enviar un delegat, Josep Imbert, l'any 1938 per programar-hi operacions. La seva presència no va ser del gust del síndic Cairat que va intentar expulsar-lo, però gaudia d'un passaport diplomàtic i no ho va aconseguir.

#### Suport al bàndol feixista
El banquer de la Seu d'Urgell, Juan Fornesa, ajudà el bàndol feixista passant els capellans andorrans cap a Tolosa. Però no va ser l'únic suport que els feixistes espanyols van rebre d'Andorra. Els falangistes havien instal·lat al país un servei d'espionatge i l'utilitzaven per acusar els republicans. El bisbe des d'Itàlia informava de tot el que passava a Andorra. El govern feixista també va nomenar el banquer andorrà Manuel Cerquera (propietari de Banc Agrícola d'Andorra) per ocupar-se dels refugiats falangistes. Aquest va ajudar-se de Miquel Mateu per transferir donatius feixistes del banc andorrà cap a l'Union des Banques Suisses. Els donatius van permetre fer arribar queviures a Andorra. Els falangistes van alimentar el país sempre que això suposés un suport a la seva causa. En cas contrari, Franco amenaçava amb la invasió d'Andorra. A principis de la guerra a Andorra hi va arribar molts franquistes i aquests s'hi van quedar definitivament ocupant càrrecs importants. De fet, el nou síndic era franquista i el veguer episcopal també.

### La primera moneda andorrana
Durant la Guerra Civil el Consell General va haver d'emetre per primera vegada a Andorra moneda pròpia. El govern republicà espanyol havia retirat les monedes d'argent i utilitzava moneda de coure per comprar material bèl·lic o usar-ho en indústria bèl·lica. Això va fer que la moneda fraccionària desaparegués a poc a poc. Paral·lelament el govern feixista de Franco havia començat a encunyar moneda pròpia i l'havia posada en circulació en el mateix mercat que la moneda republicana. Andorra no tenia i mai ha tingut moneda pròpia. Depenia de les pessetes espanyoles i els francs francesos. Aquesta situació va provocar problemes dins d'Andorra. El govern català va ser la primera a emetre moneda pròpia en paper per pal·liar la situació. Però malgrat l'intent, la moneda continuava desapareixent. Així, el Consell General va haver d'emetre 3 tandes d'emissió de moneda pròpia en paper.